# 高岡車站
高岡車站（日语：〔〕／ Takaoka eki */?）是一位于富山縣高岡市下關町6番地，由西日本旅客鐵道（JR西日本）及愛之風富山鐵道共同經營的鐵路車站。高岡車站是高岡市的主車站，共有三條路線行經：由原北陸本線富山縣段的愛之風富山鐵道線、JR西日本的兩條地方交通線：城端線與冰見線。車站於2012年改建，站舍改成橋上車站，同時把萬葉線 (公司)的路面電車路線高岡軌道線的總站遷移至新站舍的下方，成為室內站。這設計日後亦應用於富山地方鐵道的富山市內軌道線上，新建成的「富山站電車站」便是在富山站新幹線站舍的地下撥出一部份位置而成的。
隨北陸新幹線於2015年3月14日開業，北陸本線路段亦交由愛之風富山鐵道營運，但城端線及冰見線則繼續由JR西日本營運，而部份班次由城端線直通至富山站的安排亦會維持。不過，2024年2月，富山縣、地方自治體與JR西日本及愛之風富山鐵道達成了協議，城端線及冰見線將於2029年度也會轉交由愛之風富山鐵道營運。

## 車站結構

### 愛之風富山鐵道·JR西日本

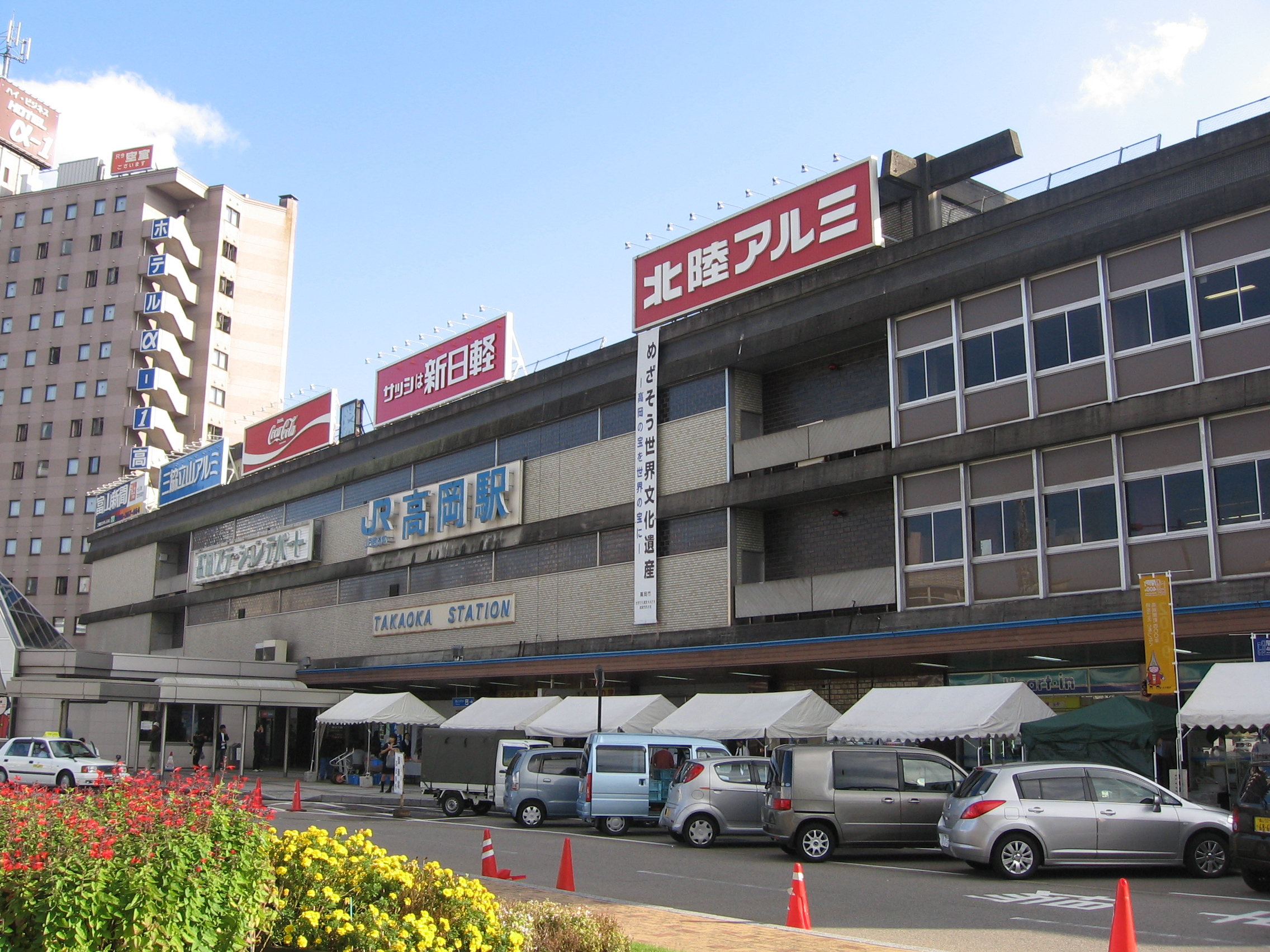
第2代正面口站舍（2008年）。

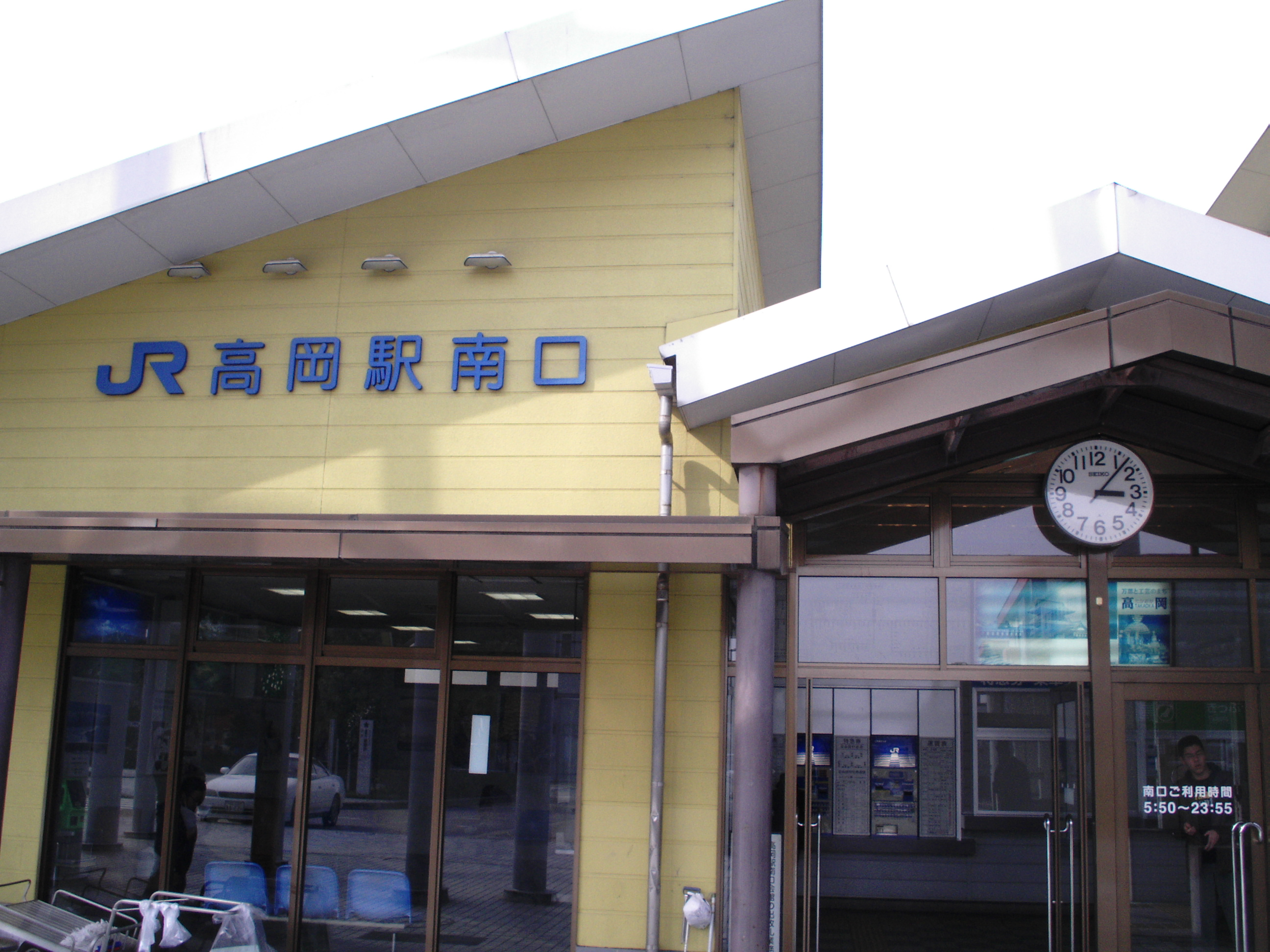
舊南口站舍入口（2006年）。

#### 站房
現時使用中的站舍為第三代，屬於橋上車站，是2011年為整合原來南、北兩邊的站舍、並重新規劃站前廣場一帶用地而進行的改建工程。改建前，北側建有一座附設地下購物街，樓高3層高的水泥建築物「高岡站大廈」，地下為售票大堂等車站設施，當時稱為「正面口」，2、3樓為購物商店，全盛期時有超過100個銷售櫃位，前端為站前廣場及交通交匯處，同時也是萬葉線的候車月台；舊北口則為簡易配置的出入口；南口則為單層木製斜屋頂站舍，過往主要服務城端線的乘客，兩邊站舍及各月台以2條行人天橋連接。另外，南口站舍前端亦設有通往正面口地下購物街的行人隧道出入口。
2007年10月13日，改建工程正式展開，首先在原來西側天橋旁邊興建新的橋上站舍及自由連絡通道，並由月台及線路區域首先開始，令南、北站舍在工程期間仍能運作，2009年末完成橋上站舍部份後，開始興建兩側的新南口及新北口，同年12月13日，在原南口站舍的左側搭建起2層高的臨時站舍，舊南口站舍也隨即拆卸重建；2011年8月28日，新南口、北口、自由連絡通道及橋上站舍正式使用。當中自由連絡通道命名為「萬葉道」（万葉ロード）、新北口稱為「古城公園口」、新南口稱為「瑞龍寺口」。同年12月，正面口站舍及地下街一併停止使用，大樓開始拆卸、地下隧道亦被封閉，2012年第1季末開始重建，歷時近兩年後，新的車站大樓「Curun TAKAOKA」，以及重新規劃的交通運輸站、萬葉線新月台及站前廣場等於2014年3月29日一併完成投入使用。其中大樓2樓外圍加設了觀景平台，由自由連絡通道可直接到達。
2015年3月14日起，因應原北陸本線富山縣段交由愛之風富山鐵道營運，站舍亦改由愛之風富山鐵道管理，JR西日本也不會再駐守車站，冰見線及城端線的驗票也由愛之風富山鐵道的職員負責。
首度引入ICOCA
自愛之風富山鐵道接手營運後，與JR西日本簽定了合作協議，引入了可對應JR西日本ICOCA及其他主要IC卡感應器，乘客可以利用ICOCA來往任何一個由愛之風富山鐵道管理的車站，但不包括境界站（俱利伽羅站、市振站），金澤站、新高岡站、城端線和冰見線沿途各站雖然也是屬於JR西日本，也因為現時JR西日本在北陸地區仍未設有任何ICOCA感應器，也不能使用。2017年4月15日起，隨部份北陸本線、城端線的新高岡站在來線月台及石川鐵道也加設了對應智能卡的感應器，使用範圍亦得到了大幅度的改善。

#### 月台配置
現時設有側式月台1個、島式月台3個，共4面7線的配置。未進行改建工程前，原設島式月台4個，當中1個（舊7、8號月台）與其餘月台相隔較遠，由舊正面口入閘口後，要先沿第1條行人天橋至1至6號月台，再轉駁另一條行人天橋（舊南口、北口天橋）前往。在興建橋上站舍同時，也在6號月台對面新建1個較短的側式月台，有效長度為3輛，作為日後冰見線的專用月台，2010年8月23日，舊7、8號月台停用，而新月台則隨橋上站舍於同一日一併投入使用。
橋上站舍除設有樓梯外，也為每個月台都加設了升降機及扶手電梯。
| 月台 | 路線              | 方向      | 目的地         | 備註               |
| ---- | ----------------- | --------- | -------------- | ------------------ |
| 1、2 | ■JR城端線         | ■JR城端線 | 城端方向       | 城端方向           |
| 3、4 | ■愛之風富山鐵道線 | 上行      | 金澤方向       | 金澤方向           |
| 5、6 | ■愛之風富山鐵道線 | 下行      | 富山、魚津方向 | 一部分於2、3號月台 |
| 7    | ■JR冰見線         | ■JR冰見線 | 冰見方向       | 一部分於6號月台    |

#### 歷史
- 1898年：

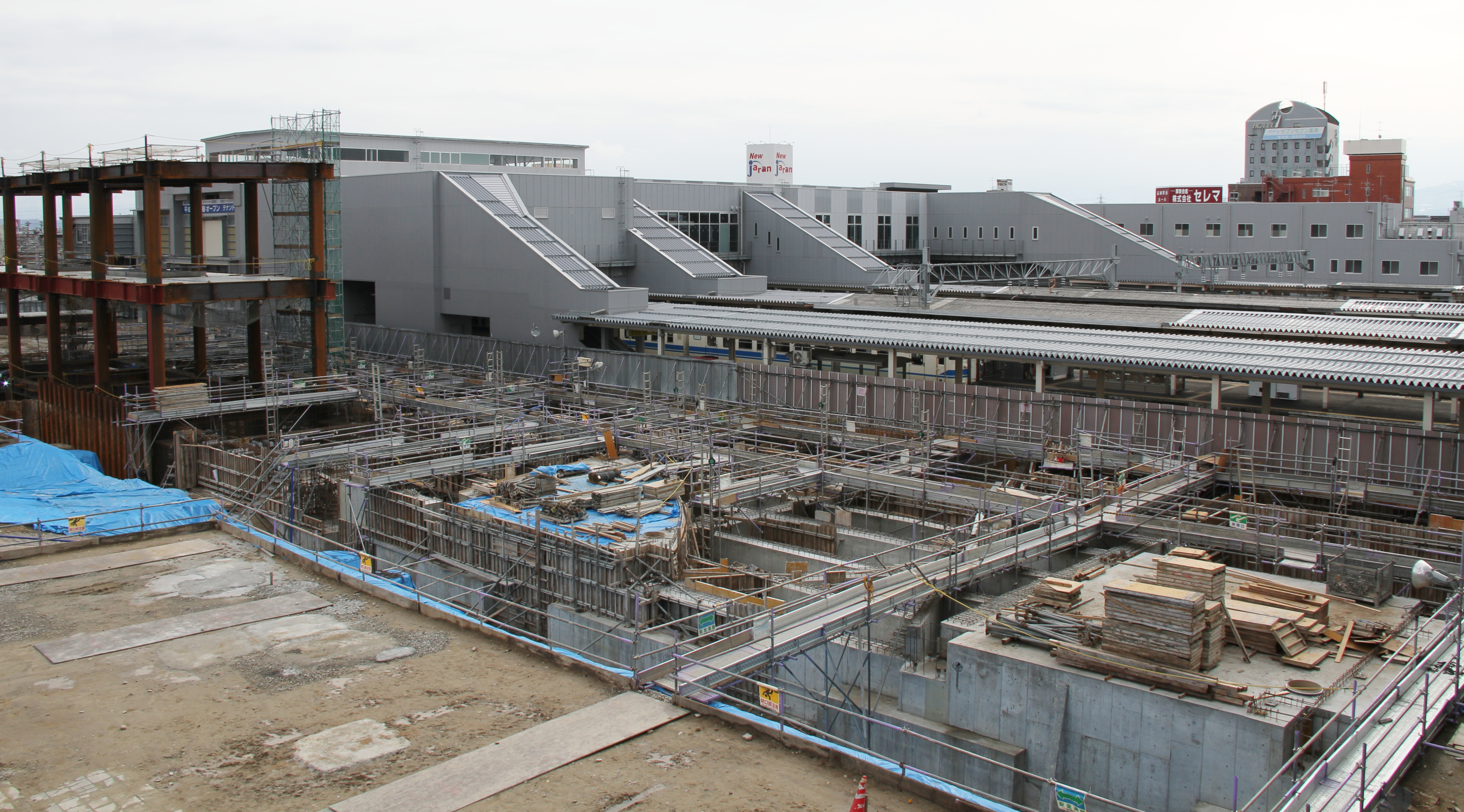
古城公園口（原正面口）地基重建工程進行中（2012年12月2日）

  - 1月2日：中越鐵道高岡～黑田臨時站伸延開業，設「高岡站」[11]。
  - 11月1日：鐵道省北陸線金澤站～高岡站間延伸，官設鐵道「高岡站」開業
- 1899年3月20日：官設鐵道北陸線伸延至富山站，變成中途站。
- 1900年12月29日：中越鐵道伏木站～高岡站間延伸開業。
- 1920年9月1日：中越鐵道國有化，伏木～高岡～城端改稱「中越線」[12]。
- 1942年8月1日：中越線更改名稱，伏木～高岡改稱為「冰見線」；高岡～城端改稱為「城端線」[13]。
- 1949年6月1日：依日本國有鐵道法，官設鐵道「高岡站」由日本國有鐵道継承。
- 1963年9月27日：北陸本線高岡站～越中大門站間複線化。
- 1964年8月24日：北陸本線金澤～高岡～富山操車場（即現在富山貨物站）間交流電化。
- 1965年8月25日：北陸本線千保川信號場～高岡間複線化。千保川信號場被廢除。
- 1966年11月：高岡站舍改建。
- 1969年12月：新站舍「高岡站大廈」及「站前地下街」開業[14][15]。
- 1983年3月1日：城端線全線採用調度集中系統（CTC），並於本站設置CTC中心。
- 1986年11月1日：停止貨物及手提行李托取服務。
- 1987年4月1日：日本國鐵分割民營化，車站的營運由西日本繼承。
- 2007年10月13日：橋上化工事開始。
- 2009年12月13日：南口臨時站舎開始使用。
- 2011年：
  - 8月28日：橋上站舎完成，開始使用。
  - 12月尾：「高岡站大廈」及「站前地下街」停止營業。[15]
- 2014年3月29日：新高岡站大廈「Curun TAKAOKA」開業。
- 2015年：

- 3月14日：北陸新幹線開業，車站的營運由愛之風富山鐵道繼承。
- 3月26日：導入ICOCA感應器，適用於富山縣內所有愛之風富山鐵道線車站。
- 10月10日：行走城端線及冰見線的觀光列車「瑰麗山海」投入服務。

#### 使用人數
| 年度   | JR西日本    | 愛之風富山鐵道    | 愛之風富山鐵道    |
| 年度   | 1日平均人數 | 1日平均人數       | 1日平均人數       |
| 年度   | 1日平均人數 | 不包含JR轉乘      | 包含JR轉乘        |
| ------ | ----------- | ----------------- | ----------------- |
| 1995年 | 10,977      | 請 見 JR 西 日 本 | 請 見 JR 西 日 本 |
| 1996年 | 10,856      | 請 見 JR 西 日 本 | 請 見 JR 西 日 本 |
| 1997年 | 10,320      | 請 見 JR 西 日 本 | 請 見 JR 西 日 本 |
| 1998年 | 9,817       | 請 見 JR 西 日 本 | 請 見 JR 西 日 本 |
| 1999年 | 9,447       | 請 見 JR 西 日 本 | 請 見 JR 西 日 本 |
| 2000年 | 9,209       | 請 見 JR 西 日 本 | 請 見 JR 西 日 本 |
| 2001年 | 8,937       | 請 見 JR 西 日 本 | 請 見 JR 西 日 本 |
| 2002年 | 8,671       | 請 見 JR 西 日 本 | 請 見 JR 西 日 本 |
| 2003年 | 8,405       | 請 見 JR 西 日 本 | 請 見 JR 西 日 本 |
| 2004年 | 8,320       | 請 見 JR 西 日 本 | 請 見 JR 西 日 本 |
| 2005年 | 8,188       | 請 見 JR 西 日 本 | 請 見 JR 西 日 本 |
| 2006年 | 8,107       | 請 見 JR 西 日 本 | 請 見 JR 西 日 本 |
| 2007年 | 7,938       | 請 見 JR 西 日 本 | 請 見 JR 西 日 本 |
| 2008年 | 7,863       | 請 見 JR 西 日 本 | 請 見 JR 西 日 本 |
| 2009年 | 7,510       | 請 見 JR 西 日 本 | 請 見 JR 西 日 本 |
| 2010年 | 7,464       | 請 見 JR 西 日 本 | 請 見 JR 西 日 本 |
| 2011年 | 7,469       | 請 見 JR 西 日 本 | 請 見 JR 西 日 本 |
| 2012年 | 7,506       | 請 見 JR 西 日 本 | 請 見 JR 西 日 本 |
| 2013年 | 7,518       | 請 見 JR 西 日 本 | 請 見 JR 西 日 本 |
| 2014年 | 7,119       | 6,218             | ====              |
| 2015年 | 3,361       | 4,906             | 6,529             |
| 2016年 | 3,311       | 4,819             | 6,457             |
| 2017年 | 3,297       | 4,926             | 6,544             |
| 2018年 | 3,418       | 4,834             | 6,522             |

1. ↑  只計算至2015年3月13日共347日。
2. ↑  只計算2015年3月14日起至3月31日共18日。

### 萬葉線

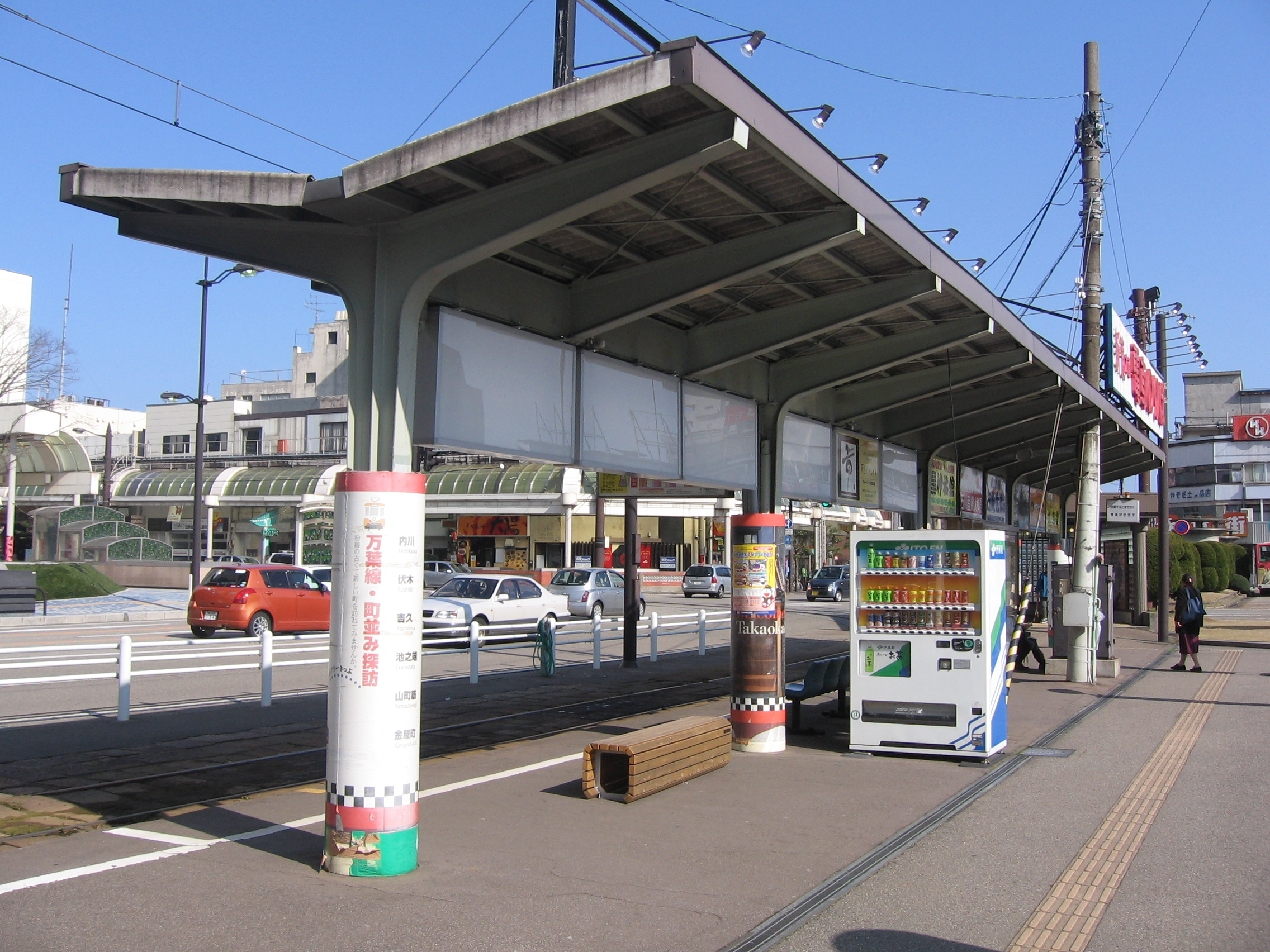
原來位處站前廣場的舊總站「高岡站前站」。

車站設於重建後的高岡站大廈「Curun TAKAOKA」地下內，完全位處室內，旁邊為多用途候車室，可供市內巴士、電車及觀光巴士的乘客使用，候車室設有多部LED電視，提供各種交通工具的班次、路面狀況、旅遊資訊及播放NHK綜合頻道節目，另外也附設了加越能巴士的旅遊中心，發售前往五箇山、白川鄉的觀光巴士車票。
設有側式月台及島式月台各1個及線道2條，可提供2面3線的配置，並採用頭端式月台設計，相比舊車站，新車站可用作列車交換、班次調節及列車暫泊功用。內側線道可以兩側乘降；外側線則只提供一邊月台乘降。
側式月台（1號）與候車室貼近，只作降車之用，月台出入口設有膠鍊封隔，只在有需要時，才由職員鬆開讓乘客通過，一般情況下只會使用島式月台（2,3號）乘降。與JR、愛之風富山鐵道一樣，萬葉線的發車訊號同樣採用高岡傳統銅鈴演奏的聲音。

#### 月台配置
| 月台 | 路線    | 目的地           | 備註                                    |
| ---- | ------- | ---------------- | --------------------------------------- |
| 1    | ■萬葉線 | 只供下車使用     | 只供下車使用                            |
| 2    | ■萬葉線 | 米島口方向       | 早上1班區間車使用、其餘時間或供停泊之用 |
| 3    | ■萬葉線 | 新湊、越之潟方向 | 主發月台                                |

#### 歷史
- 1948年4月10日：富山地方鐵道高岡軌道線 地鐵高岡（本站）～伏木港間開業。
- 1959年4月1日：高岡軌道線轉讓予加越能鐵道。車站遷移，並改稱「新高岡」。
- 1979年：再改稱為「高岡站前」。
- 1980年12月6日：加越能鐵道將高岡軌道線加設暱稱「萬葉線」。
- 2002年4月1日：加越能鐵道將高岡軌道線轉讓予萬葉線。
- 2014年3月29日：路線延伸至重建後的高岡站大廈「Curun TAKAOKA」內，原來車站也一併遷入而成為室內站，並改稱「高岡站」[19]，總長度增加了約100米。
- 2024年9月28日：可使用ICOCA及全國通用IC卡付款[20]。

#### 使用人數
本站的使用人數如下：
| 1日上落車人次 | 1日上落車人次 |
| 年度          | 1日平均人次   |
| ------------- | ------------- |
| 2011          | 1,060         |
| 2012          | 1,076         |
| 2013          | 1,081         |
| 2014          | 1,088         |
| 2015          | 1,032         |
| 2016          | 1,007         |
| 2017          | 1,239         |
| 2018          | 1,167         |
| 2019          | 593           |
| 2020          | 361           |
| 2021          | 401           |
| 2022          | 867           |

## 相鄰車站
愛之風富山鐵道
■愛之風富山鐵道線
快速「愛之風Liner」
石動 (01) －高岡 (05) －小杉 (07)
普通
高岡荊波 (04) －高岡 (05) －越中大門 (06)
西日本旅客鐵道（JR西日本）
■城端線
高岡－新高岡
■冰見線
高岡－越中中川
萬葉線
■萬葉線（高岡軌道線）
高岡站－末廣町

## 外部連結
- 愛之風富山鐵道高岡站公式網頁 （页面存档备份，存于） （日語）
- JR西日本高岡站公式網頁 （日語）
- 萬葉線高岡站時間表 （页面存档备份，存于）
- 高岡站（北陸的私鐵）非官方網頁 （日語）